# Barrage La Loutre
Pour les articles homonymes, voir Loutre (homonymie).
Le barrage La Loutre est une infrastructure de rivière en aval du barrage Gouin. Ce barrage est le deuxième sur la rivière Saint-Maurice à partir de la source (réservoir Gouin). Il est situé dans la ville de La Tuque, en Mauricie, dans la province de Québec, au Canada.

## Géographie
Une île de 0,2 km de diamètre sépare les deux sections du barrage La Loutre.
Les principaux bassins versants de proximité du barrage La Loutre sont:
- côté Nord: rivière Wabano, rivière Faguy;
- côté Est: rivière Saint-Maurice;
- côté Sud: rivière des Cyprès (La Tuque);
- côté Ouest: rivière Saint-Maurice, réservoir Gouin.

Le dévidoir de droite du barrage La Loutre est localisé à:
- 1,5 km au Sud-Ouest de l’embouchure de la rivière Wabano (confluence avec la rivière Saint-Maurice);
- 3,4 km au Sud-Est du barrage Gouin (confluence avec la rivière Saint-Maurice);
- 74,4 km au Sud-Est du centre du village de Obedjiwan lequel est situé sur une presqu’île de la rive Nord du réservoir Gouin;
- 53,0 km au Nord-Ouest du centre du village de Wemotaci (rive Nord de la rivière Saint-Maurice);
- 137,7 km au Nord-Ouest du centre-ville de La Tuque;
- 248 km au Nord-Ouest de l’embouchure de la rivière Saint-Maurice (confluence avec le fleuve Saint-Laurent à Trois-Rivières)[2].

## Infrastructure
Le barrage La Loutre comporte deux déversoirs: celui de droite (au Sud) et celui de gauche (au Nord). La route forestière traverse au sommet de chacun des deux dévidoirs.
| Barrage La Loutre       |                   |                   |
| Caractéristiques        | Barrage de gauche | Barrage de droite |
| Hauteur                 | 6,5               | 4,4               |
| Capacité de retenue     | 2 827 440 m3      | 900 000 m3        |
| Hauteur de la retenue   | 4 m               | 3,2 m             |
| Longueur de l'ouvrage   | 135 m             | 50,1 m            |
| Type de barrage         | Terre             | Béton-gravité     |
| Type de terrain         | Alluvion          | Roc               |
| Classe                  | E                 | E                 |
| Niveau des conséquences | Minimal           | Minimal           |
| Superficie du réservoir | 142,7 ha          | 142,7 ha          |
| Longueur de refoulement | 4200 m            | 4000 m            |
| Largeur moyenne         | 287 500 m         | 339,7 m           |
| Année de construction   | 1930              | 1918              |

,

## Histoire
Le projet d’harnacher la rivière Saint-Maurice à la hauteur des Rapides La Loutre est devenu possible grâce à la construction de la ligne de chemin de fer du second Transcontinental laquelle suit le cours de la rivière Saint-Maurice entre La Tuque et Wemotaci, sauf dans le segment entre l'embouchure de la rivière Vermillon (La Tuque) et le hameau de hameau Mactavish sur le réservoir Blanc où la ligne ferroviaire passe au plus court alors que la rivière Saint-Maurice fait une grande courbe vers le Nord-Est. Cette ligne arriva à La Tuque en 1908 et Weymontachie en 1910.
Initialement la Fraser Brace Company (de Berlin (New Hampshire), New Hampshire, É.U.A. qui prendra le nom de Brown Corporation au Canada) chargée des travaux de construction avait planifié d'établir le centre des opérations de construction du barrage La Loutre à Weymontachie sur la rive Nord de la rivière Saint-Maurice; toutefois, la Compagnie de la Baie d’Hudson refusa l’accès à ses terrains en évoquant le risque pour le cheptel à fourrures. Conséquemment, le contracteur général de la construction installa son centre d’opérations de chantier sur la rive Sud du Saint-Maurice en fondant le village forestier de « Sanmaur » dès 1914. Un quai a été aménagé en aval du rapide Chaudière. Des bateaux faisaient le ravitaillement entre Sanmaur et le rapide Chaudière. Une digue a alors été aménagée entre Sanmaur et Weymontachie afin de rehausser en amont le niveau des eaux facilitant le transport par bateaux et chalands des travailleurs, de la machinerie et du matériel.
En sus, un tronçon (le "R.R. track") a été aménagé sur les 35 derniers kilomètres menant au chantier de construction, soit à partir des "Rapides de la Chaudière" où la rivière Saint-Maurice forme une boucle vers l'Est en aval de l'embouchure de la rivière du Petit Rocher (La Tuque).
Avant la construction du barrage La Loutre, la rivière Saint-Maurice prenait sa source au lac du Mâle (réservoir Gouin). En aval de cette source, l’ancien site du village atikamekw d’Obedjiwan a été englouti et déplacé plus en hauteur.

## Toponymie
Ce toponyme origine des Rapides La Loutre que le barrage a inondé.
Le toponyme « barrage La Loutre » a été officialisé le 6 juin 1973 à la Commission de toponymie du Québec.